# پالامپور
پالامپور (به انگلیسی: Palampur) یک منطقهٔ مسکونی در هند است که در بخش کانگرا واقع شده‌است. پالامپور ۱۴٫۹۶ کیلومتر مربع مساحت و ۴۰٬۳۸۵ نفر جمعیت دارد و ۱٬۴۷۲–۲٬۳۵۰ متر بالاتر از سطح دریا واقع شده‌است.